# Стівен Віттакер
Стівен Гордон Віттакер (англ. Steven Gordon Whittaker, нар. 16 червня 1984, Единбург, Шотландія) — шотландський футболіст, що грав на позиції захисника. Виступав, зокрема, за клуби «Рейнджерс»,  «Норвіч Сіті» та «Гіберніан», а також національну збірну Шотландії. Чотириразовий володар Кубка шотландської ліги. Триразовий чемпіон Шотландії. Дворазовий володар Кубка Шотландії.

## Клубна кар'єра
Народився 16 червня 1984 року в місті Единбург. Вихованець футбольної школи клубу «Гіберніан». Дорослу футбольну кар'єру розпочав 2002 року в основній команді того ж клубу, в якій провів п'ять сезонів, взявши участь у 141 матчі чемпіонату. Більшість часу, проведеного у складі «Гіберніана», був основним гравцем захисту команди.
Своєю грою за цю команду привернув увагу представників тренерського штабу клубу «Рейнджерс», до складу якого приєднався 2007 року. Відіграв за команду з Глазго наступні п'ять сезонів своєї ігрової кар'єри. Граючи у складі «Рейнджерс» також здебільшого виходив на поле в основному складі команди. За цей час двічі виборював титул чемпіона Шотландії.
2012 року перейшов до клубу «Норвіч Сіті». 
2017 року повернувся до «Гіберніана».
2020 року підписав контракт на один рік з «Данфермлін Атлетік».

## Виступи за збірні
Протягом 2004–2006 років залучався до складу молодіжної збірної Шотландії. На молодіжному рівні зіграв у 18 офіційних матчах, забив 1 гол.
2009 року дебютував в офіційних матчах у складі національної збірної Шотландії. Протягом кар'єри у національній команді, яка тривала 8 років, провів у формі головної команди країни 31 матч.

## Ігрова статистика
| Клуб              | Сезон             | Ліга                      | Ліга  | Ліга | Національний кубок | Національний кубок | Кубок ліги | Кубок ліги | Інше  | Інше | Загалом | Загалом |
| Клуб              | Сезон             | Дивізіон                  | Матчі | Голи | Матчі              | Голи               | Матчі      | Голи       | Матчі | Голи | Матчі   | Голи    |
| ----------------- | ----------------- | ------------------------- | ----- | ---- | ------------------ | ------------------ | ---------- | ---------- | ----- | ---- | ------- | ------- |
| «Гіберніан»       | 2001–02           | Шотландська прем'єр ліга  | 1     | 0    | 0                  | 0                  | 0          | 0          | 0     | 0    | 1       | 0       |
| «Гіберніан»       | 2002–03           | Шотландська прем'єр ліга  | 6     | 0    | 0                  | 0                  | 0          | 0          | 0     | 0    | 6       | 0       |
| «Гіберніан»       | 2003–04           | Шотландська прем'єр ліга  | 28    | 1    | 1                  | 0                  | 4          | 0          | 0     | 0    | 33      | 1       |
| «Гіберніан»       | 2004–05           | Шотландська прем'єр ліга  | 37    | 1    | 4                  | 1                  | 2          | 0          | 2     | 0    | 45      | 2       |
| «Гіберніан»       | 2005–06           | Шотландська прем'єр ліга  | 34    | 1    | 4                  | 0                  | 0          | 0          | 2     | 0    | 40      | 1       |
| «Гіберніан»       | 2006–07           | Шотландська прем'єр ліга  | 35    | 1    | 6                  | 0                  | 4          | 0          | 4     | 0    | 49      | 1       |
| Загалом           | Загалом           | Загалом                   | 141   | 4    | 15                 | 1                  | 10         | 0          | 8     | 0    | 174     | 5       |
| «Рейнджерс»       | 2007–08           | Шотландська прем'єр ліга  | 30    | 4    | 6                  | 0                  | 3          | 0          | 9     | 1    | 48      | 5       |
| «Рейнджерс»       | 2008–09           | Шотландська прем'єр ліга  | 24    | 2    | 4                  | 1                  | 1          | 0          | 2     | 0    | 31      | 3       |
| «Рейнджерс»       | 2009–10           | Шотландська прем'єр ліга  | 35    | 7    | 5                  | 3                  | 4          | 1          | 6     | 0    | 50      | 11      |
| «Рейнджерс»       | 2010–11           | Шотландська прем'єр ліга  | 36    | 4    | 3                  | 2                  | 3          | 0          | 10    | 1    | 52      | 7       |
| «Рейнджерс»       | 2011–12           | Шотландська прем'єр ліга  | 25    | 2    | 0                  | 0                  | 1          | 0          | 2     | 0    | 28      | 2       |
| Загалом           | Загалом           | Загалом                   | 150   | 19   | 18                 | 6                  | 12         | 1          | 29    | 2    | 209     | 28      |
| «Норвіч Сіті»     | 2012–13           | Англійська прем'єр ліга   | 13    | 1    | 0                  | 0                  | 1          | 0          | —     | —    | 14      | 1       |
| «Норвіч Сіті»     | 2013–14           | Англійська прем'єр ліга   | 20    | 1    | 2                  | 0                  | 3          | 1          | —     | —    | 25      | 2       |
| «Норвіч Сіті»     | 2014–15           | Чемпіонат Футбольної ліги | 37    | 2    | 1                  | 0                  | 2          | 0          | 3     | 0    | 43      | 2       |
| «Норвіч Сіті»     | 2015–16           | Англійська прем'єр ліга   | 8     | 1    | 0                  | 0                  | 1          | 0          | —     | —    | 9       | 1       |
| «Норвіч Сіті»     | 2016–17           | Чемпіонат Футбольної ліги | 12    | 0    | 1                  | 1                  | 2          | 0          | 2     | 0    | 17      | 1       |
| Загалом           | Загалом           | Загалом                   | 90    | 5    | 4                  | 1                  | 9          | 1          | 5     | 2    | 108     | 7       |
| «Гіберніан»       | 2017–18           | Шотландська прем'єр ліга  | 26    | 2    | —                  | —                  | 5          | 0          | —     | —    | 31      | 2       |
| «Гіберніан»       | 2018–19           | Шотландська прем'єр ліга  | 15    | 0    | 2                  | 0                  | 2          | 0          | 4     | 0    | 23      | 0       |
| Загалом           | Загалом           | Загалом                   | 41    | 2    | 2                  | 0                  | 7          | 0          | 4     | 0    | 54      | 2       |
| Загалом в кар'єрі | Загалом в кар'єрі | Загалом в кар'єрі         | 422   | 30   | 39                 | 8                  | 38         | 2          | 46    | 2    | 545     | 42      |

### Статистика гри за збірну
| Збірна Шотландії | Збірна Шотландії | Збірна Шотландії |
| Рік              | Матчі            | Голи             |
| ---------------- | ---------------- | ---------------- |
| 2009             | 4                | 0                |
| 2010             | 5                | 0                |
| 2011             | 5                | 0                |
| 2012             | 2                | 0                |
| 2013             | 7                | 0                |
| 2014             | 5                | 0                |
| 2015             | 2                | 0                |
| 2016             | 1                | 0                |
| Total            | 31               | 0                |

## Титули і досягнення
- Володар Кубка шотландської ліги (4):

«Гіберніан»:  2006–07
«Рейнджерс»:  2007–08, 2009–10, 2010–11
- Чемпіон Шотландії (3):

«Рейнджерс»:  2008–09, 2009–10, 2010–11
- Володар Кубка Шотландії (2):

«Рейнджерс»:  2007–08, 2008–09